# Championnat du Chili de football 2021
Navigation
Saison précédente Saison suivante
La saison 2021 du Championnat du Chili de football est la quatre-vingt-onzième édition du championnat de première division au Chili. 
L'ensemble des équipes est regroupé au sein d'une poule unique où elles affrontent les autres clubs deux fois. Le vainqueur, son dauphin, le troisième et le vainqueur de la Coupe du Chili se qualifient pour la Copa Libertadores 2022. Les équipes classées de la 4e à la 7e place sont qualifiées pour la Copa Sudamericana 2022.
Le Club Deportivo Universidad Católica est le tenant du titre et remporte pour la quatrième fois d'affilée le championnat, son 16e titre de champion du Chili.

## Déroulement de la saison
Le championnat se joue cette saison avec 17 équipes, un retour avec 16 équipes est prévu pour 2022.
Le champion de deuxième division, Deportivo Ñublense, revient après cinq années d'absence, le Deportes Melipilla aura dû patienter douze ans pour revenir dans l'élite chilienne.
En fin de saison, les deux derniers seront relégués directement, le 15e joue un match de barrage contre le vainqueur des barrages de montée du championnat de deuxième division, de manière à revenir à un championnat à seize équipes en 2022.

## Les clubs participants
- Colo Colo
- Universidad Católica
- CF Universidad de Chile
- Deportes Melipilla  - Promu de D2
- Club de Deportes Antofagasta
- Club Deportivo Huachipato
- Club Deportivo O'Higgins
- Provincial Curicó Unido
- Unión Española
- Audax Italiano
- Club Deportivo Palestino
- CD Cobresal
- Unión La Calera
- Deportivo Ñublense - Promu de D2
- CD Everton Viña del Mar
- Club de Deportes Santiago Wanderers
- Club de Deportes La Serena

## Compétition
Le barème utilisé pour établir le classement est le suivant :
- Victoire : 3 points
- Match nul : 1 point
- Défaite : 0 point

### Classement
| Rang | Équipe                       | Pts | J  | G  | N  | P  | Bp | Bc | Diff |
| ---- | ---------------------------- | --- | -- | -- | -- | -- | -- | -- | ---- |
| 1    | Universidad CatólicaT        | 68  | 32 | 22 | 2  | 8  | 65 | 34 | +31  |
| 2    | Colo-ColoC                   | 62  | 32 | 19 | 5  | 8  | 49 | 26 | +23  |
| 3    | Audax Italiano               | 54  | 32 | 14 | 12 | 6  | 39 | 31 | +8   |
| 4    | Unión La Calera              | 51  | 32 | 15 | 6  | 11 | 41 | 40 | +1   |
| 5    | Unión Española               | 48  | 32 | 15 | 3  | 14 | 48 | 50 | -2   |
| 6    | Club de Deportes Antofagasta | 47  | 32 | 12 | 11 | 9  | 34 | 36 | -2   |
| 7    | Deportivo Ñublense P         | 44  | 32 | 11 | 11 | 10 | 49 | 37 | +12  |
| 8    | Club Deportivo Palestino     | 41  | 32 | 11 | 8  | 13 | 48 | 50 | -2   |
| 9    | CD Cobresal                  | 40  | 32 | 11 | 7  | 14 | 40 | 39 | +1   |
| 10   | Club de Deportes La Serena   | 39  | 32 | 9  | 12 | 11 | 40 | 42 | -2   |
| 11   | CF Universidad de Chile      | 39  | 32 | 10 | 9  | 13 | 34 | 37 | -3   |
| 12   | CD Everton Viña del Mar      | 39  | 32 | 10 | 9  | 13 | 29 | 35 | -6   |
| 13   | Club Deportivo O'Higgins     | 38  | 32 | 9  | 11 | 12 | 31 | 41 | -10  |
| 14   | Deportes Melipilla P         | 38  | 32 | 10 | 8  | 14 | 39 | 51 | -12  |
| 15   | Provincial Curicó Unido      | 37  | 32 | 8  | 13 | 11 | 37 | 39 | -2   |
| 16   | Club Deportivo Huachipato    | 37  | 32 | 8  | 13 | 11 | 36 | 41 | -5   |
| 17   | CD Santiago Wanderers        | 21  | 32 | 5  | 6  | 21 | 24 | 54 | -30  |

|  | Qualification pour la Copa Libertadores 2022                                      |
|  | Qualification pour le deuxième tour de qualification de la Copa Libertadores 2022 |
|  | Qualification pour la Copa Sudamericana 2022                                      |
|  | Relégation en Primera B                                                           |
|  | T : Tenant du titre C : Vainqueur de la Copa Chile P : Promu de Primera B         |

- Colo-Colo est assuré d'une place en Copa Libertadores en tant que vainqueur de la Coupe du Chili, comme le club parvient également à se qualifier par le biais du championnat, le finaliste, CD Everton, est aussi qualifié en Copa Libertadores.
- Le championnat passe la saison prochaine à 16 équipes.
- Après la saison une plainte déposée à l'encontre de Deportes Melipilla, exclu le club du football professionnel et par conséquent Provincial Curicó Unido se maintient en première division, Club Deportivo Huachipato joue les barrages à sa place[2].

### Barrages de montée
Le 15e du classement joue les barrages contre le vainqueur des barrages de montée en deuxième division.
Le match aller devait se dérouler le 15 décembre et le match retour le 21 décembre 2021, mais une procédure judiciaire en cours contre le club de Deportes Melipilla repousse les matchs de barrage. 
Après la rétrogradation administrative de Deportes Melipilla, c'est Huachipato qui joue les barrages.
Le match aller a lieu le 22 janvier 2022 et le match retour le 26 janvier.
| Équipe 1                      | Résultat | Équipe 2                  | Aller | Retour |
| ----------------------------- | -------- | ------------------------- | ----- | ------ |
| Club de Deportes Copiapó (D2) | 2 - 4    | Club Deportivo Huachipato | 2 - 3 | 0 - 1  |

Les deux clubs restent dans leur division respective.

## Bilan de la saison
| Championnat du Chili de football 2021 |                                                      |
| Champion                              | Club Deportivo Universidad Católica (16e titre)      |
| Coupes et trophées                    |                                                      |
| Vainqueur de la Coupe du Chili 2021   | Colo-Colo                                            |
| Qualifications continentales          |                                                      |
| Copa Libertadores 2022                | Club Deportivo Universidad Católica                  |
| Copa Libertadores 2022                | Colo-Colo                                            |
| Copa Libertadores 2022                | Audax Italiano                                       |
| Copa Libertadores 2022                | CD Everton Viña del Mar                              |
| Copa Sudamericana 2022                | Unión La Calera                                      |
| Copa Sudamericana 2022                | Unión Española                                       |
| Copa Sudamericana 2022                | Club de Deportes Antofagasta                         |
| Copa Sudamericana 2022                | Deportivo Ñublense                                   |
| Promotions et relégations             |                                                      |
| Promus en Primera División            | CD Coquimbo Unido                                    |
| Relégués en Primera B                 | CD Santiago Wanderers                                |
| Relégués en Primera B                 | Deportes Melipilla (exclu du football professionnel) |